# 이언주 (농구 선수)
이언주(1977년 2월 28일 ~ )는 2000년 하계 올림픽에 참가한 한국의 전 농구 선수이다.